# Leon Królikowski
Leon Królikowski (ur. 2 kwietnia 1815 w Radomiu, zm. przed 1897) – członek Rządu Narodowego w powstaniu styczniowym od lutego 1863 roku.
W 1857 roku był dyrektorem technicznym kierowanej przez Andrzeja Zamoyskiego Spółki Żeglugi Parowej na Wiśle. Wiosną 1862 roku w jego mieszkaniu miała miejsce narada Komitetu Miejskiego. Utrzymywał kontakty z Komitetem Akademickim.
Po wybuchu powstania włączony przez Agatona Gillera do Komisji Wykonawczej Rządu Narodowego. 1 kwietnia 1863 roku przybył do Poznania z misją utworzenia komisji zakupu broni. 10 kwietnia wyjechał do Gdańska. Zmuszony do wyjazdu do Paryża. Utworzył Komisję Broni w Liège. W lipcu 1863 roku bawił w Krakowie, gdzie przekazał wysłannikowi Rządu Narodowego swój projekt zakupu statku i wysłania nim broni do kraju. Mianowany przez Romualda Traugutta komisarzem do spraw morskich.
13 stycznia 1864 roku aresztowany przez władze pruskie we Wrocławiu. W czasie symulowania choroby, 20 listopada uciekł ze szpitala więziennego w Berlinie. W styczniu na jego paryski adres nadeszły papiery fikcyjnego Rządu Narodowego (prowokacja generał-policmajstra Królestwa Kongresowego Fiodora Fiodorowicza Trepowa). W 1866 roku figurował na liście Zjednoczenia Emigracji Polskiej.